# Muggio
Muggio – miejscowość w gminie Breggia w Szwajcarii, w kantonie Ticino, w okręgu Mendrisio, w powiecie Caneggio. Do 24 października 2009 samodzielna gmina.